# Qanbar Sīnī
Qanbar Sīnī (persiska: قنبر سینی) är en ort i Iran.   Den ligger i provinsen Chahar Mahal och Bakhtiari, i den centrala delen av landet, 400 km söder om huvudstaden Teheran. Qanbar Sīnī ligger 2 307 meter över havet och antalet invånare är 195.
Terrängen runt Qanbar Sīnī är kuperad åt nordost, men åt sydväst är den bergig. Runt Qanbar Sīnī är det ganska glesbefolkat, med 42 invånare per kvadratkilometer. Närmaste större samhälle är Bābā Ḩeydar, 19,9 km sydost om Qanbar Sīnī. Trakten runt Qanbar Sīnī består i huvudsak av gräsmarker.